# 村井米子

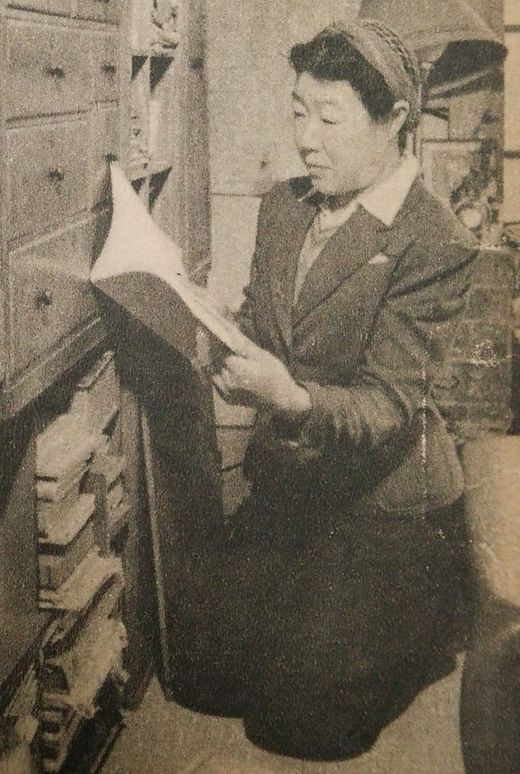
1948年

村井 米子（むらい よねこ、1901年11月23日 - 1986年12月19日）は、日本の大正 - 昭和時代の女性登山家、随筆家。日本の女性登山家の草分けとして著名。村井弦斎と村井多嘉子の長女で、『食道楽』、『釣道楽』などに解説を執筆している。神奈川県出身。東京女子大学卒。婚姻中は黒田姓を名乗った。

## 来歴
1917年（大正6年）16歳で富士山に初登頂し、その後、登山家として全国の山々を歩き、マタギの人々とも交わり、彼らの食文化について執筆している。富士山、北アルプスなどにしたしみ、日本の女性登山家の草分けとなる。1923年（大正12年）、黒田鎮夫（黒田正夫の弟）と結婚（のち離婚）。1926年、日本自然保護協会の設立に参加した。
1934年（昭和9年）にNHK入社。同年から1943年まで教養部のディレクターとして家庭番組の企画、制作を担当。割烹着の発明者の娘で、家庭料理や台所での工夫について著作多数。
1986年12月19日死去。85歳。著作に『山の明け暮れ』など。没後、米子宅に保存されていた村井弦斎資料3,530点は、神奈川近代文学館に寄贈された。

## 著書
- 『雪: 女性とスキー』南光社 1933年（黒田米子名義）
- 『雪山のあけくれ』昭和書房 1948年
- 『旅心旅情』明玄書房 1955年
- 『山恋の記』河出書房 1956年
- 『薬になる食べものその薬効と食事法』創元社 1961年
- 『山岳の驚異』偕成社 1963年
- 『山に入る日』日本山岳名著全集 第8巻 あかね書房 1962年 - 深田久弥、石川欽一らの文章とともに、村井米子の『山の明け暮れ』が収められている。
- 『台所に役立つ山菜100種』新人物往来社 1975年
- 『山愛の記』読売新聞社 1976年
- 『台所重宝記』新人物往来社 1977年（父、村井弦斎と共著）
- 『マタギ食伝』春秋社 1984年